# Martín Rodríguez (Segler)
Martín Rodríguez Castells (* 5. Oktober 1974) ist ein ehemaliger argentinischer Regattasegler.

## Karriere
Martín Rodríguez nahm an den Olympischen Spielen 1996 in Atlanta teil. In der Regatta mit der 470er-Jolle wurde er mit Martín Billoch Siebter.